# Martarieux
Le Martarieux (ou Martrieux ou Martrarieux) est un ruisseau français du département de la Dordogne, affluent de l’Isle.

## Géographie

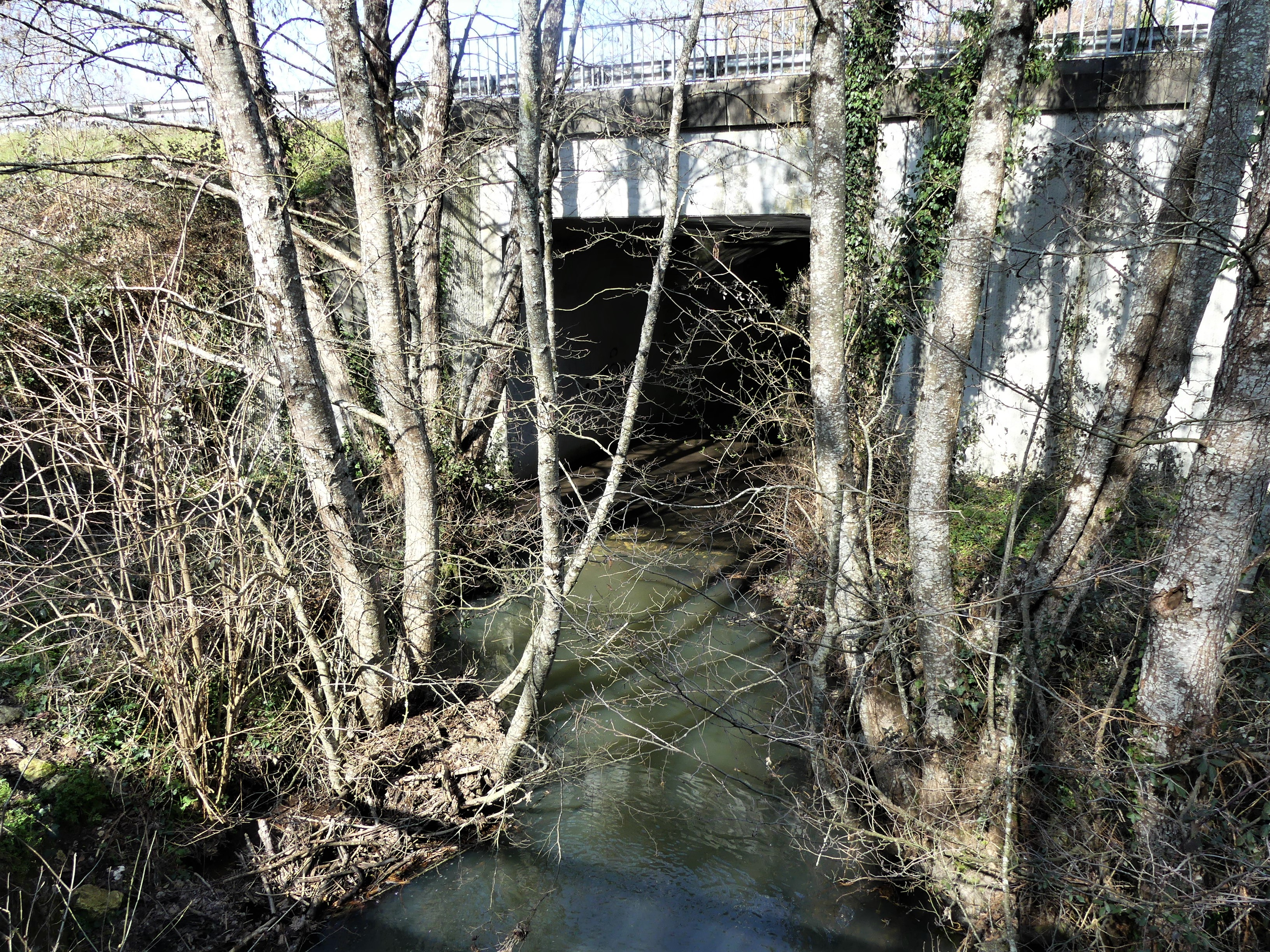
Le Martarieux passe sous la RD 6089 au lieu-dit Perboyer, en limite de Beaupouyet (à gauche) et Saint-Médard-de-Mussidan.

Il prend sa source à près de 115 mètres d'altitude en plein cœur de la forêt du Landais sur la commune de Fraisse, deux kilomètres au nord du bourg, près du lieu-dit la Gratade.
Sur les deux tiers de son parcours, il sert de limite entre Beaupouyet à l'ouest et Saint-Géry puis Saint-Médard-de-Mussidan à l'est.
Arrivé à 100 mètres de l'Isle, son cours oblique vers le sud-ouest pour effectuer une large boucle d'environ un kilomètre avant d'atteindre enfin l'Isle en rive gauche, sur la commune de Saint-Laurent-des-Hommes, quatre kilomètres au sud-est du bourg, près du lieu-dit Fournils.
Long de 13,6 km, le Martarieux n'a pas d'affluent répertorié.

## Communes et cantons traversés
À l'intérieur du département de la Dordogne, le Martarieux arrose cinq communes réparties sur deux cantons :
- Canton de la Force
  - Fraisse (source)
  - Saint-Géry
- Canton de Mussidan
  - Beaupouyet
  - Saint-Médard-de-Mussidan
  - Saint-Laurent-des-Hommes (confluence)

## Hydrologie

### Risque inondation
Deux plans de prévention du risque inondation (PPRI) ont été approuvés pour la vallée de l'Isle, dans le Montponnais en 2007 et dans le Mussidanais en 2009, incluant la partie aval du Martarieux, sur ses trois derniers kilomètres, sur les communes de Beaupouyet, Saint-Médard-de-Mussidan, et Saint-Laurent-des-Hommes,.

## Patrimoine
- Le château de Fournils à Saint-Laurent-des-Hommes